# ديفيد بانياجوا
ديفيد بانياجوا (بالإسبانية: David Paniagua) هو لاعب كرة قدم بوليفي في مركز الوسط، ولد في 30 أبريل 1959. لعب مع ذي سترونغيست.